# I liga brazylijska w piłce nożnej (1992)
Brazylia 1992
Mistrzem Brazylii został klub CR Flamengo, natomiast wicemistrzem Brazylii - klub Botafogo FR.
Do Copa Libertadores w roku 1993 zakwalifikowały się następujące kluby:
- CR Flamengo (mistrz Brazylii)
- SC Internacional (zwycięzca Copa do Brasil)
- São Paulo (obrońca tytułu)

Do Copa CONMEBOL w roku 1993 zakwalifikowały się następujące kluby:
- Fluminense FC (finalista Copa do Brasil)
- Botafogo FR (wicemistrz Brazylii)
- CR Vasco da Gama (3 miejsce)
- CA Bragantino (4 miejsce)
- Atlético Mineiro (obrońca tytułu)

Nikt nie spadł do drugiej ligi (Campeonato Brasileiro Série B), natomiast z drugiej do pierwszej ligi awansowało 12 klubów:
- América Mineiro
- Ceará SC
- Coritiba FBC
- Criciúma
- Desportiva Cariacica
- Fortaleza
- Grêmio Porto Alegre
- Paraná Clube
- Clube do Remo
- Santa Cruz FC
- União São João EC
- EC Vitória

Liga powiększona została z 20 do 32 klubów.

## Campeonato Brasileiro Série A - sezon 1992

### Pierwszy etap
Do drugiego etapu awansowało 8 najlepszych klubów.

#### Kolejka 1
| Data             | Mecz                                                                              |
| ---------------- | --------------------------------------------------------------------------------- |
| 26 stycznia 1992 | Corinthians Paulista - CR Vasco da Gama 1:4 Giba - Bebeto (2), Jorge Luís, Sorato |
| 26 stycznia 1992 | Botafogo FR - Athletico Paranaense 3:1 Pichetti, Sandro, Renato Gaúcho - Tico     |
| 26 stycznia 1992 | Cruzeiro EC - Guarani FC 2:0 Paulão, Charles                                      |
| 26 stycznia 1992 | Náutico - Sport Recife 0:0                                                        |
| 26 stycznia 1992 | Paysandu SC - Goiás EC 2:1 Reginaldo, Marçal s - Túlio                            |
| 27 stycznia 1992 | Portuguesa - Fluminense FC 2:2 Nílson, Cristóvão - Bobô, Elói                     |
| 27 stycznia 1992 | SC Internacional - CA Bragantino 0:1 Marco Aurélio                                |
| 29 stycznia 1992 | SE Palmeiras - Atlético Mineiro 1:1 Edu Marangon - Sérgio Araújo                  |
| 29 stycznia 1992 | Santos FC - São Paulo 1:1 Paulinho - Castro s                                     |
| 29 stycznia 1992 | EC Bahia - CR Flamengo 1:1 Paulo Rodrigues - Gaúcho                               |

#### Kolejka 2
| Data          | Mecz                                                                      |
| ------------- | ------------------------------------------------------------------------- |
| 1 lutego 1992 | SC Internacional - SE Palmeiras 4:1 Gérson (2), Éverton, Gélson - Célio s |
| 1 lutego 1992 | Atlético Mineiro - Botafogo FR 0:2 Chicão, Válber                         |
| 2 lutego 1992 | Corinthians Paulista - Santos FC 1:1 Jairo - Almir                        |
| 2 lutego 1992 | CA Bragantino - São Paulo 0:0                                             |
| 2 lutego 1992 | Fluminense FC - Paysandu SC 1:0 Ézio                                      |
| 2 lutego 1992 | Sport Recife - Cruzeiro EC 0:0                                            |
| 2 lutego 1992 | Athletico Paranaense - Náutico 0:0                                        |
| 2 lutego 1992 | Guarani FC - CR Flamengo 1:3 Ânderson - Gaúcho, Paulo Nunes, Zinho        |
| 2 lutego 1992 | EC Bahia - Portuguesa 2:1 Marcelo, Lenílton - Nílson                      |
| 2 lutego 1992 | CR Vasco da Gama - Goiás EC 1:1 Sanderlei s - Túlio                       |

#### Kolejka 3
| Data           | Mecz                                                            |
| -------------- | --------------------------------------------------------------- |
| 8 lutego 1992  | SE Palmeiras - Fluminense FC 3:0 César Sampaio, Amaral, Marques |
| 8 lutego 1992  | Goiás EC - Santos FC 1:0 Túlio.                                 |
| 9 lutego 1992  | Botafogo FR - CR Flamengo 2:2 Valdeir, Chicão - Júnior, Piá     |
| 9 lutego 1992  | São Paulo - EC Bahia 2:1 Müller, Raí - Marcelo                  |
| 9 lutego 1992  | Portuguesa - SC Internacional 1:1 Nílson - Marquinhos           |
| 9 lutego 1992  | CA Bragantino - Sport Recife 0:0                                |
| 9 lutego 1992  | Paysandu SC - Cruzeiro EC 1:0 Edelvan                           |
| 9 lutego 1992  | Náutico - Guarani FC 2:0 Pirata, Róbson                         |
| 10 lutego 1992 | Atlético Mineiro - Corinthians Paulista 0:1 Neto                |
| 10 lutego 1992 | Athletico Paranaense - CR Vasco da Gama 0:2 Sídnei, Júnior      |

#### Kolejka 4
| Data           | Mecz                                                                      |
| -------------- | ------------------------------------------------------------------------- |
| 15 lutego 1992 | SE Palmeiras - CR Flamengo 1:2 Marques - César Sampaio s, Wílson Gottardo |
| 15 lutego 1992 | São Paulo - Atlético Mineiro 2:0 Ronaldo Luís, Raí                        |
| 15 lutego 1992 | Athletico Paranaense - Portuguesa 0:2 Nílson, Vidotti                     |
| 16 lutego 1992 | Corinthians Paulista - Náutico 2:0 Wílson Mano, Neto                      |
| 16 lutego 1992 | CR Vasco da Gama - Paysandu SC 2:0 Bebeto (2)                             |
| 16 lutego 1992 | Cruzeiro EC - CA Bragantino 3:0 Paulão, Paulo Roberto Costa, Charles      |
| 16 lutego 1992 | Sport Recife - Botafogo FR 1:0 Sílvio Ceará                               |
| 16 lutego 1992 | EC Bahia - Goiás EC 1:1 Erasmo - Augusto                                  |
| 17 lutego 1992 | Santos FC - Guarani FC 1:0 Pedro Paulo                                    |
| 17 lutego 1992 | SC Internacional - Fluminense FC 1:0 Célio Lino                           |

#### Kolejka 5
| Data           | Mecz                                                                               |
| -------------- | ---------------------------------------------------------------------------------- |
| 19 lutego 1992 | CR Flamengo - São Paulo 3:2 Gaúcho (2), Rogério - Palhinha, Wílson Gottardo s      |
| 19 lutego 1992 | Portuguesa - Corinthians Paulista 3:2 Nílson (3) - Neto, Fabinho                   |
| 19 lutego 1992 | CA Bragantino - SE Palmeiras 1:0 Vágner Mancini                                    |
| 19 lutego 1992 | Botafogo FR - EC Bahia 3:1 Chicão (2), Gilmar Francisco - Eduardo Paulista         |
| 19 lutego 1992 | Goiás EC - Atlético Mineiro 0:0                                                    |
| 20 lutego 1992 | CR Vasco da Gama - Fluminense FC 1:1 William - Renato                              |
| 20 lutego 1992 | Santos FC - Paysandu SC 2:1 Ranielli, Carlinhos - Vlademir                         |
| 20 lutego 1992 | Cruzeiro EC - Athletico Paranaense 4:0 Agnaldo (2), Luís Fernando Flores, Cleisson |
| 20 lutego 1992 | Guarani FC - Sport Recife 1:3 Aílton - Aílton, Zico, Dinho                         |
| 20 lutego 1992 | Náutico - SC Internacional 2:2 Barros, Róbson - Gérson, Célio Lino                 |

#### Kolejka 6
| Data           | Mecz                                                                               |
| -------------- | ---------------------------------------------------------------------------------- |
| 22 lutego 1992 | Botafogo FR - Corinthians Paulista 2:4 Valdeir, Chicão - Viola (2), Jairo, Luciano |
| 23 lutego 1992 | Atlético Mineiro - CR Vasco da Gama 0:4 Edmundo (2), Bismarck, Bebeto              |
| 23 lutego 1992 | Fluminense FC - Santos FC 4:0 Ézio (2), Julinho, Renato                            |
| 23 lutego 1992 | São Paulo - Guarani FC 0:1 Aílton                                                  |
| 23 lutego 1992 | Paysandu SC - SE Palmeiras 0:0                                                     |
| 23 lutego 1992 | Goiás EC - SC Internacional 1:2 Jorge Batata - Zinho (2)                           |
| 23 lutego 1992 | CA Bragantino - Náutico 1:0 Alberto                                                |
| 23 lutego 1992 | EC Bahia - Athletico Paranaense 2:3 Lima, Paulo Rodrigues - Osias (2), Renaldo     |
| 24 lutego 1992 | CR Flamengo - Cruzeiro EC 1:2 Toto - Charles, Paulo Roberto Costa                  |
| 24 lutego 1992 | Sport Recife - Portuguesa 0:0                                                      |

#### Kolejka 7
| Data         | Mecz                                                                   |
| ------------ | ---------------------------------------------------------------------- |
| 7 marca 1992 | Santos FC - CR Flamengo 2:0 Paulinho (2)                               |
| 7 marca 1992 | Corinthians Paulista - Sport Recife 0:0                                |
| 7 marca 1992 | Portuguesa - CA Bragantino 0:1 Tiba                                    |
| 8 marca 1992 | São Paulo - SE Palmeiras 0:4 Evair (2),,rei, Edu Marangon              |
| 8 marca 1992 | SC Internacional - Atlético Mineiro 2:0 Nórton, Gérson                 |
| 8 marca 1992 | Fluminense FC - EC Bahia 2:1 Ézio (2) - Naldinho                       |
| 8 marca 1992 | Athletico Paranaense - Goiás EC 2:0 Osias, Leomar                      |
| 8 marca 1992 | Náutico - Paysandu SC 5:1 Nivaldo (2), Pirata, Daniel, Ocimar - Corrêa |
| 9 marca 1992 | CR Vasco da Gama - Guarani FC 1:2 Bismarck - Rocha, Roberto Gaúcho     |
| 9 marca 1992 | Cruzeiro EC - Botafogo FR 1:1 Macalé - Chicão                          |

#### Kolejka 8
| Data          | Mecz                                                                   |
| ------------- | ---------------------------------------------------------------------- |
| 11 marca 1992 | SC Internacional - São Paulo 1:0 Simão                                 |
| 11 marca 1992 | Atlético Mineiro - CR Flamengo 1:1 Edu Lima - Júnior                   |
| 11 marca 1992 | Guarani FC - SE Palmeiras 1:0 Vônei                                    |
| 11 marca 1992 | Sport Recife - Santos FC 2:2 Sílvio Ceará, Gílton - Bernardo, Paulinho |
| 11 marca 1992 | Goiás EC - Fluminense FC 2:2 Wallace, Jorge Batata - Mazola, Elói      |
| 11 marca 1992 | Paysandu SC - Portuguesa 3:2 Reginaldo (2), Corrêa - Nílson, Vladimir  |
| 11 marca 1992 | CA Bragantino - Athletico Paranaense 1:1 Ludo - Osias                  |
| 12 marca 1992 | Corinthians Paulista - Cruzeiro EC 0:0                                 |
| 12 marca 1992 | CR Vasco da Gama - EC Bahia 3:1 Bebeto, William, Edmundo - Naldinho    |
| 12 marca 1992 | Botafogo FR - Náutico 3:2 Renato Gaúcho (2), Chicão - Nivaldo, Pirata  |

#### Kolejka 9
| Data          | Mecz                                                                                     |
| ------------- | ---------------------------------------------------------------------------------------- |
| 14 marca 1992 | CR Flamengo - CA Bragantino 0:1 Nei                                                      |
| 14 marca 1992 | Atlético Mineiro - Athletico Paranaense 2:3 Alfinete, Moacir - Ronaldo, Negrini, Renaldo |
| 15 marca 1992 | Fluminense FC - Botafogo FR 1:2 Carlos Itaberá - Renato Gaúcho, Renê                     |
| 15 marca 1992 | SE Palmeiras - CR Vasco da Gama 1:2 Edu Marangon - Bebeto (2)                            |
| 15 marca 1992 | Goiás EC - Náutico 4:2 Túlio (3), Jorge Batata - Nivaldo, Fagundes                       |
| 15 marca 1992 | Sport Recife - Paysandu SC 3:0 Sílvio Ceará (2), Givaldo                                 |
| 16 marca 1992 | SC Internacional - Cruzeiro EC 2:0 Gérson, Canhoto                                       |
| 16 marca 1992 | Santos FC - Portuguesa 2:0 Almir, Cilinho                                                |
| 18 marca 1992 | EC Bahia - Guarani FC 0:0                                                                |
| 25 marca 1992 | São Paulo - Corinthians Paulista 0:0                                                     |

#### Kolejka 10
| Data          | Mecz                                                                                 |
| ------------- | ------------------------------------------------------------------------------------ |
| 21 marca 1992 | Paysandu SC - Corinthians Paulista 1:2 Preta - Neto, Taíka                           |
| 21 marca 1992 | Náutico - CR Flamengo 0:0                                                            |
| 22 marca 1992 | CR Vasco da Gama - Sport Recife 1:0 Bebeto                                           |
| 22 marca 1992 | Fluminense FC - Atlético Mineiro 1:0 Renato                                          |
| 22 marca 1992 | Santos FC - CA Bragantino 0:1 Tiba                                                   |
| 22 marca 1992 | Portuguesa - Guarani FC 1:2 Dener - Ânderson (2)                                     |
| 22 marca 1992 | Cruzeiro EC - Goiás EC 2:0 Charles (2)                                               |
| 23 marca 1992 | Botafogo FR - SE Palmeiras 2:0 César Sampaio s, Chicão                               |
| 23 marca 1992 | São Paulo - Athletico Paranaense 5:0 Ronaldo, Cafu, Müller, Palhinha, Antônio Carlos |
| 23 marca 1992 | SC Internacional - EC Bahia 1:1 Gérson - Marcelo                                     |

#### Kolejka 11
| Data          | Mecz                                                                              |
| ------------- | --------------------------------------------------------------------------------- |
| 28 marca 1992 | Portuguesa - Botafogo FR 1:3 Cristóvão - Renê, Carlos Alberto Dias, Odemílson     |
| 29 marca 1992 | CR Vasco da Gama - CR Flamengo 4:2 Bebeto (2), Edmundo, Flávio - Luís Antônio (2) |
| 29 marca 1992 | SE Palmeiras - Corinthians Paulista 1:2 César Sampaio - Fabinho, Viola            |
| 29 marca 1992 | Atlético Mineiro - Cruzeiro EC 2:0 Vanderci s, Sérgio Araújo                      |
| 29 marca 1992 | Sport Recife - São Paulo 0:0                                                      |
| 29 marca 1992 | Guarani FC - Goiás EC 0:0                                                         |
| 29 marca 1992 | EC Bahia - Náutico 3:0 Marcelo, Gilvan, Naldinho                                  |
| 29 marca 1992 | CA Bragantino - Paysandu SC 3:1 João Santos, Marco Aurélio, Tiba - Reginaldo      |
| 30 marca 1992 | Santos FC - SC Internacional 4:0 Cilinho (2), Paulinho, Axel                      |
| 30 marca 1992 | Athletico Paranaense - Fluminense FC 1:0 Leomar                                   |

#### Kolejka 12
| Data            | Mecz                                                                          |
| --------------- | ----------------------------------------------------------------------------- |
| 4 kwietnia 1992 | Cruzeiro EC - São Paulo 0:2 Raí, Müller                                       |
| 4 kwietnia 1992 | Paysandu SC - Botafogo FR 0:2 Valdeir (2)                                     |
| 5 kwietnia 1992 | CR Flamengo - Athletico Paranaense 2:0 Toto (2)                               |
| 5 kwietnia 1992 | Fluminense FC - CA Bragantino 3:0 Paulinho, Bobô, Ézio                        |
| 5 kwietnia 1992 | Guarani FC - SC Internacional 1:0 Pereira                                     |
| 5 kwietnia 1992 | Náutico - Atlético Mineiro 0:4 Edmar (2), Ryuler, Alfinete                    |
| 5 kwietnia 1992 | Goiás EC - Sport Recife 5:2 Túlio (3), Wallace, Marçal - Sílvio Ceará, Aílton |
| 6 kwietnia 1992 | SE Palmeiras - Santos FC 1:1 Alexandre Rosa - Cilinho                         |
| 6 kwietnia 1992 | Portuguesa - CR Vasco da Gama 1:1 Nílson - Edmundo                            |
| 6 kwietnia 1992 | EC Bahia - Corinthians Paulista 0:2 Paulo Sérgio, Neto                        |

#### Kolejka 13
| Data             | Mecz                                                                          |
| ---------------- | ----------------------------------------------------------------------------- |
| 11 kwietnia 1992 | Santos FC - Atlético Mineiro 0:0                                              |
| 11 kwietnia 1992 | São Paulo - Fluminense FC 1:0 Macedo                                          |
| 12 kwietnia 1992 | Corinthians Paulista - CR Flamengo 1:3 Ezequiel - Júnior, Marquinhos, Fabinho |
| 12 kwietnia 1992 | Botafogo FR - CR Vasco da Gama 1:2 Renato Gaúcho - Tinho, Bebeto              |
| 12 kwietnia 1992 | Portuguesa - SE Palmeiras 0:2 Luís Henrique, Betinho                          |
| 12 kwietnia 1992 | Cruzeiro EC - Náutico 0:0                                                     |
| 12 kwietnia 1992 | Sport Recife - EC Bahia 0:1 Lima Sergipano                                    |
| 12 kwietnia 1992 | Paysandu SC - Guarani FC 3:0 Edil (3)                                         |
| 13 kwietnia 1992 | SC Internacional - Athletico Paranaense 1:1 Zinho - Roberson                  |
| 13 kwietnia 1992 | CA Bragantino - Goiás EC 2:0 João Santos, Tuquinha                            |

#### Kolejka 14
| Data             | Mecz                                                                            |
| ---------------- | ------------------------------------------------------------------------------- |
| 18 kwietnia 1992 | Guarani FC - Corinthians Paulista 1:0 Vônei                                     |
| 18 kwietnia 1992 | São Paulo - Portuguesa 0:1 Adil                                                 |
| 18 kwietnia 1992 | EC Bahia - SE Palmeiras 0:1 Betinho                                             |
| 19 kwietnia 1992 | Fluminense FC - CR Flamengo 1:1 Luís Marcelo - Júlio César                      |
| 19 kwietnia 1992 | Botafogo FR - Goiás EC 6:0 Carlos Alberto Dias (2), Chicão (2), Valdeir, Bujica |
| 19 kwietnia 1992 | Atlético Mineiro - CA Bragantino 2:1 Alfinete, Edu Lima - Ludo                  |
| 19 kwietnia 1992 | Paysandu SC - SC Internacional 0:1 Lima                                         |
| 20 kwietnia 1992 | Náutico - Santos FC 0:2 Paulinho (2)                                            |
| 20 kwietnia 1992 | Athletico Paranaense - Sport Recife 1:1 Renaldo - Franklin                      |
| 6 maja 1992      | CR Vasco da Gama - Cruzeiro EC 0:1 Paulo Roberto Costa                          |

#### Kolejka 15
| Data             | Mecz                                                    |
| ---------------- | ------------------------------------------------------- |
| 25 kwietnia 1992 | CA Bragantino - CR Vasco da Gama 0:0                    |
| 25 kwietnia 1992 | Goiás EC - São Paulo 1:1 Wallace - Rinaldo              |
| 26 kwietnia 1992 | Corinthians Paulista - SC Internacional 1:1 Neto - Leco |
| 26 kwietnia 1992 | SE Palmeiras - Cruzeiro EC 1:0 Paulo Sérgio             |
| 26 kwietnia 1992 | Botafogo FR - Santos FC 2:0 Pingo, Marcelo Fernandes s  |
| 26 kwietnia 1992 | CR Flamengo - Sport Recife 1:2 Júnior - Franklin, Neco  |
| 26 kwietnia 1992 | Atlético Mineiro - Portuguesa 1:0 Edu Lima              |
| 26 kwietnia 1992 | EC Bahia - Paysandu SC 4:0 Marcelo (3), Maílson         |
| 27 kwietnia 1992 | Náutico - Fluminense FC 1:1 Freitas - Bobô              |
| 27 kwietnia 1992 | Athletico Paranaense - Guarani FC 1:1 Renaldo - Vônei   |

#### Kolejka 16
| Data        | Mecz                                                                               |
| ----------- | ---------------------------------------------------------------------------------- |
| 2 maja 1992 | SC Internacional - Botafogo FR 0:2 Gilmar Francisco, Chicão                        |
| 2 maja 1992 | Santos FC - Athletico Paranaense 2:2 Cilinho, Paulinho - Negrini (2)               |
| 2 maja 1992 | SE Palmeiras - Goiás EC 3:0 Betinho, Luís Henrique, Paulo Sérgio                   |
| 3 maja 1992 | São Paulo - CR Vasco da Gama 1:0 Antônio Carlos                                    |
| 3 maja 1992 | Fluminense FC - Guarani FC 0:0                                                     |
| 3 maja 1992 | CR Flamengo - Paysandu SC 4:1 Nélio, Zinho, Júlio César, Marcelinho Carioca - Edil |
| 3 maja 1992 | Cruzeiro EC - EC Bahia 1:1 Paulo Roberto Costa - Marcelo                           |
| 3 maja 1992 | Sport Recife - Atlético Mineiro 0:0                                                |
| 3 maja 1992 | Portuguesa - Náutico 3:1 Nílson (2), Maurício - Lúcio Surubim                      |
| 4 maja 1992 | CA Bragantino - Corinthians Paulista 1:1 Alberto - Paulo Sérgio                    |

#### Kolejka 17
| Data         | Mecz |
| ------------ | --- |
| 9 maja 1992  | Santos FC - Cruzeiro EC 1:2 Guga - Cleisson (2)                                                                |
| 9 maja 1992  | Goiás EC - Corinthians Paulista 4:2 Wallace, Marcelo Borges, Túlio, Augusto - Wilson Mano, Marcelinho Paulista |
| 9 maja 1992  | Portuguesa - CR Flamengo 1:1 Maurício - Nélio                                                                  |
| 10 maja 1992 | São Paulo - Botafogo FR 3:0 Macedo (2), Palhinha                                                               |
| 10 maja 1992 | CR Vasco da Gama - SC Internacional 2:0 Bebeto, Bismarck                                                       |
| 10 maja 1992 | Guarani FC - CA Bragantino 2:0 Aílton, Pereira                                                                 |
| 10 maja 1992 | Fluminense FC - Sport Recife 1:1 Bobô - Moura                                                                  |
| 10 maja 1992 | Atlético Mineiro - EC Bahia 1:0 Valdinei                                                                       |
| 10 maja 1992 | Athletico Paranaense - Paysandu SC 3:2 Negrini (2), Osias - Edelvan, Nei                                       |
| 11 maja 1992 | Náutico - SE Palmeiras 1:0 Augusto                                                                             |

#### Kolejka 18
| Data         | Mecz                                                         |
| ------------ | ------------------------------------------------------------ |
| 23 maja 1992 | Corinthians Paulista - Fluminense FC 1:0 Viola               |
| 23 maja 1992 | Paysandu SC - São Paulo 3:0 Dema, Vlademir, Reginaldo        |
| 24 maja 1992 | Botafogo FR - CA Bragantino 0:2 Marco Aurélio (2)            |
| 24 maja 1992 | SE Palmeiras - Athletico Paranaense 1:0 Magrão               |
| 24 maja 1992 | CR Flamengo - Goiás EC 3:1 Gaúcho (2), Paulo Nunes - Cacau   |
| 24 maja 1992 | Guarani FC - Atlético Mineiro 0:1 Edmar                      |
| 24 maja 1992 | Cruzeiro EC - Portuguesa 1:1 Paulo Roberto Costa - Carlinhos |
| 24 maja 1992 | SC Internacional - Sport Recife 0:0                          |
| 25 maja 1992 | EC Bahia - Santos FC 0:2 Paulinho, Dinho                     |
| 25 maja 1992 | Náutico - CR Vasco da Gama 1:1 China - Bismarck              |

#### Kolejka 19
| Data         | Mecz                                                   |
| ------------ | ------------------------------------------------------ |
| 26 maja 1992 | Fluminense FC - Cruzeiro EC 1:1 Mazola - Charles       |
| 31 maja 1992 | CR Vasco da Gama - Santos FC 0:0                       |
| 31 maja 1992 | CR Flamengo - SC Internacional 2:0 Júnior, Zinho       |
| 31 maja 1992 | São Paulo - Náutico 2:0 Palhinha, Raí                  |
| 31 maja 1992 | Athletico Paranaense - Corinthians Paulista 0:1 Viola  |
| 31 maja 1992 | Guarani FC - Botafogo FR 2:1 Gustavo, Ânderson - Pingo |
| 31 maja 1992 | Sport Recife - SE Palmeiras 0:2 Toninho, Luís Henrique |
| 31 maja 1992 | CA Bragantino - EC Bahia 0:0                           |
| 31 maja 1992 | Goiás EC - Portuguesa 1:1 Cacau - Carlinhos            |
| 31 maja 1992 | Atlético Mineiro - Paysandu SC 0:0                     |

#### Tabela
| Poz | Klub                 | Mecze | Zw | Rem | Por | Pkt | BrZd | BrStr |
| --- | -------------------- | ----- | -- | --- | --- | --- | ---- | ----- |
| 1   | CR Vasco da Gama     | 19    | 10 | 6   | 3   | 26  | 31   | 14    |
| 2   | Botafogo FR          | 19    | 11 | 2   | 6   | 24  | 37   | 23    |
| 3   | CA Bragantino        | 19    | 9  | 6   | 4   | 24  | 16   | 13    |
| 4   | CR Flamengo          | 19    | 8  | 6   | 5   | 22  | 32   | 24    |
| 5   | Corinthians Paulista | 19    | 8  | 6   | 5   | 22  | 24   | 22    |
| 6   | São Paulo            | 19    | 8  | 5   | 6   | 21  | 22   | 16    |
| 7   | Cruzeiro EC          | 19    | 7  | 7   | 5   | 21  | 20   | 14    |
| 8   | Santos FC            | 19    | 7  | 7   | 5   | 21  | 23   | 18    |
| 9   | Guarani FC           | 19    | 8  | 4   | 7   | 20  | 15   | 19    |
| 10  | SC Internacional     | 19    | 7  | 6   | 6   | 20  | 19   | 20    |
| 11  | SE Palmeiras         | 19    | 8  | 3   | 8   | 19  | 23   | 17    |
| 12  | Sport Recife         | 19    | 4  | 11  | 4   | 19  | 15   | 15    |
| 13  | Atlético Mineiro     | 19    | 6  | 6   | 7   | 18  | 15   | 18    |
| 14  | Fluminense FC        | 19    | 5  | 8   | 6   | 18  | 21   | 19    |
| 15  | Athletico Paranaense | 19    | 5  | 6   | 8   | 16  | 19   | 32    |
| 16  | Portuguesa           | 19    | 4  | 7   | 8   | 15  | 21   | 26    |
| 17  | Goiás EC             | 19    | 4  | 7   | 8   | 15  | 23   | 34    |
| 18  | EC Bahia             | 19    | 4  | 6   | 9   | 14  | 20   | 24    |
| 19  | Náutico              | 19    | 3  | 7   | 9   | 13  | 17   | 29    |
| 20  | Paysandu SC          | 19    | 5  | 2   | 12  | 12  | 19   | 35    |

### Drugi etap

#### Kolejka 1
| Data            | Mecz                                                       |
| --------------- | ---------------------------------------------------------- |
| 7 czerwca 1992  | CR Vasco da Gama - Santos FC 3:3 Bebeto (3) - Paulinho (3) |
| 14 czerwca 1992 | CR Flamengo - São Paulo 1:0 Rogério                        |

| Data           | Mecz                                                                     |
| -------------- | ------------------------------------------------------------------------ |
| 6 czerwca 1992 | Botafogo FR - Cruzeiro EC 2:1 Chicão, Carlos Alberto Dias - Nonato       |
| 7 czerwca 1992 | CA Bragantino - Corinthians Paulista 2:1 Donizete, Marco Aurélio - Viola |

#### Kolejka 2
| Data            | Mecz                                                          |
| --------------- | ------------------------------------------------------------- |
| 20 czerwca 1992 | Santos FC - CR Flamengo 1:0 Guga                              |
| 21 czerwca 1992 | São Paulo - CR Vasco da Gama 2:2 Müller (2) - Edmundo, Bebeto |

| Data            | Mecz                                                |
| --------------- | --------------------------------------------------- |
| 13 czerwca 1992 | Corinthians Paulista - Botafogo FR 0:1 Valdeir      |
| 13 czerwca 1992 | Cruzeiro EC - CA Bragantino 1:0 Paulo Roberto Costa |

#### Kolejka 3
| Data            | Mecz                                                 |
| --------------- | ---------------------------------------------------- |
| 27 czerwca 1992 | Santos FC - São Paulo 1:1 Almir - Ivan               |
| 28 czerwca 1992 | CR Flamengo - CR Vasco da Gama 1:1 Júnior - Júnior s |

| Data            | Mecz                                                                                        |
| --------------- | ------------------------------------------------------------------------------------------- |
| 20 czerwca 1992 | Cruzeiro EC - Corinthians Paulista 1:3 Ramón Menezes - Wílson Mano (2), Marcelinho Paulista |
| 21 czerwca 1992 | CA Bragantino - Botafogo FR 1:1 Alberto - Renato Gaúcho                                     |

#### Kolejka 4
| Data         | Mecz                                             |
| ------------ | ------------------------------------------------ |
| 1 lipca 1992 | São Paulo - Santos FC 1:0 Macedo                 |
| 1 lipca 1992 | CR Vasco da Gama - CR Flamengo 0:2 Júnior, Nélio |

| Data            | Mecz                                                           |
| --------------- | -------------------------------------------------------------- |
| 27 czerwca 1992 | Botafogo FR - CA Bragantino 0:1 Gil Baiano                     |
| 28 czerwca 1992 | Corinthians Paulista - Cruzeiro EC 3:1 Viola (2), Neto - Édson |

#### Kolejka 5
| Data         | Mecz                                            |
| ------------ | ----------------------------------------------- |
| 4 lipca 1992 | São Paulo - CR Flamengo 2:0 Raí, Palhinha       |
| 5 lipca 1992 | Santos FC - CR Vasco da Gama 1:1 Guga - Edmundo |

| Data         | Mecz                                                             |
| ------------ | ---------------------------------------------------------------- |
| 4 lipca 1992 | Cruzeiro EC - Botafogo FR 1:2 Luís Fernando Flores - Valdeir (2) |
| 5 lipca 1992 | Corinthians Paulista - CA Bragantino 1:1 Neto - Alberto          |

#### Kolejka 6
| Data         | Mecz                                                                   |
| ------------ | ---------------------------------------------------------------------- |
| 8 lipca 1992 | CR Vasco da Gama - São Paulo 3:0 Bebeto, Bismarck, Edmundo.            |
| 8 lipca 1992 | CR Flamengo - Santos FC 3:1 Nélio, Bernardo s, Gaúcho - Marcelo Passos |

| Data         | Mecz                                        |
| ------------ | ------------------------------------------- |
| 9 lipca 1992 | Botafogo FR - Corinthians Paulista 1:0 Renê |
| 9 lipca 1992 | CA Bragantino - Cruzeiro EC 1:0 Tiba        |

#### Tabele
| Poz | Klub             | Mecze | Zw | Rem | Por | Pkt | BrZd | BrStr |
| --- | ---------------- | ----- | -- | --- | --- | --- | ---- | ----- |
| 1   | CR Flamengo      | 6     | 3  | 1   | 2   | 7   | 7    | 5     |
| 2   | CR Vasco da Gama | 6     | 1  | 4   | 1   | 6   | 10   | 9     |
| 3   | São Paulo        | 6     | 2  | 2   | 2   | 6   | 6    | 7     |
| 4   | Santos FC        | 6     | 1  | 3   | 2   | 5   | 7    | 9     |

| Poz | Klub                 | Mecze | Zw | Rem | Por | Pkt | BrZd | BrStr |
| --- | -------------------- | ----- | -- | --- | --- | --- | ---- | ----- |
| 1   | Botafogo FR          | 6     | 4  | 1   | 1   | 9   | 7    | 4     |
| 2   | CA Bragantino        | 6     | 3  | 2   | 1   | 8   | 6    | 4     |
| 3   | Corinthians Paulista | 6     | 2  | 1   | 3   | 5   | 8    | 7     |
| 4   | Cruzeiro EC          | 6     | 1  | 0   | 5   | 2   | 5    | 11    |

### Finał
| CR Flamengo - Botafogo FR 3:0 i 2:2 |
| 12 lipca 1992 Rio de Janeiro Maracanã (102 547) CR Flamengo - Botafogo FR 3:0 (3:0) Sędzia: José Roberto Wright Bramki: 1:0 Júnior 15, 2:0 Nélio 34, 3:0 Gaúcho 38 Clube de Regatas do Flamengo (trener Luís Carlos Nunes da Silva "Carlinhos"): Gilmar - Fabinho, Júnior Baiano, Wilson Gotardo, Piá, Uidemar, Júnior, Zinho, Nélio (Paulo Nunes), Júlio César (Marcelinho), Gaúcho Botafogo de Futebol e Regatas (trener Gil): Ricardo Cruz - Odemilson, Renê Playboy, Márcio Santos, Válber, Carlos Alberto Santos, Pingo, Carlos Alberto Dias, Renato Gaúcho, Valdeir, Pichetti              |
| 19 lipca 1992 Rio de Janeiro Maracanã (122 001) Botafogo FR - CR Flamengo 2:2 (0:1) Sędzia: José Roberto Wright Bramki: 0:1 Júnior 42, 0:2 Júlio César 55, 1:2 Pichetti 83, 2:2 Valdeir 88 Botafogo de Futebol e Regatas (trener Gil): Ricardo Cruz - Odemilson, Renê Playboy, Márcio Santos, Válber, Carlos Alberto Santos, Pingo, Carlos Alberto Dias, Valdeir Vivinho (Jeferson), Chicão (Pichetti) Clube de Regatas do Flamengo (trener Luís Carlos Nunes da Silva "Carlinhos"): Gilmar - Charles, Wilson Gotardo, Gelson, Piá, Fabinho (Mauro), Uidemar, Júnior, Zinho, Gaúcho, Júlio César |

Mistrzem Brazylii w 1992 roku został klub CR Flamengo, natomiast klub Botafogo FR został wicemistrzem Brazylii.

## Końcowa klasyfikacja sezonu 1992
| Poz | Klub                 | Mecze | Zw | Rem | Por | Pkt | BrZd | BrStr |
| --- | -------------------- | ----- | -- | --- | --- | --- | ---- | ----- |
| 1   | CR Flamengo          | 27    | 12 | 8   | 7   | 32  | 44   | 31    |
| 2   | Botafogo FR          | 27    | 15 | 4   | 8   | 34  | 46   | 32    |
| 3   | CR Vasco da Gama     | 25    | 11 | 10  | 4   | 32  | 41   | 23    |
| 4   | CA Bragantino        | 25    | 12 | 8   | 5   | 32  | 22   | 17    |
| 5   | Corinthians Paulista | 25    | 10 | 7   | 8   | 27  | 32   | 29    |
| 6   | São Paulo            | 25    | 10 | 7   | 8   | 27  | 28   | 23    |
| 7   | Santos FC            | 25    | 8  | 10  | 7   | 26  | 30   | 27    |
| 8   | Cruzeiro EC          | 25    | 8  | 7   | 10  | 23  | 25   | 25    |
| 9   | Guarani FC           | 19    | 8  | 4   | 7   | 20  | 15   | 19    |
| 10  | SC Internacional     | 19    | 7  | 6   | 6   | 20  | 19   | 20    |
| 11  | SE Palmeiras         | 19    | 8  | 3   | 8   | 19  | 23   | 17    |
| 12  | Sport Recife         | 19    | 4  | 11  | 4   | 19  | 15   | 15    |
| 13  | Atlético Mineiro     | 19    | 6  | 6   | 7   | 18  | 15   | 18    |
| 14  | Fluminense FC        | 19    | 5  | 8   | 6   | 18  | 21   | 19    |
| 15  | Athletico Paranaense | 19    | 5  | 6   | 8   | 16  | 19   | 32    |
| 16  | Portuguesa           | 19    | 4  | 7   | 8   | 15  | 21   | 26    |
| 17  | Goiás EC             | 19    | 4  | 7   | 8   | 15  | 23   | 34    |
| 18  | EC Bahia             | 19    | 4  | 6   | 9   | 14  | 20   | 24    |
| 19  | Náutico              | 19    | 3  | 7   | 9   | 13  | 17   | 29    |
| 20  | Paysandu SC          | 19    | 5  | 2   | 12  | 12  | 19   | 35    |